# Pedro Montañés Villalonga
Pedro Montañés Villalonga (mort el 1996?) fou un industrial menorquí, mecenes i soci d'honor de l'Ateneu de Maó. La seva família posseeix des del 1843 la finca Subaida, a Maó. Fou el fundador d'Industrial Quesera Menorquina S.A, empresa del sector alimentari famosa per la marca de formatges El Caserío. El 1992 va rebre la Medalla d'Or de la Comunitat Autònoma de les Illes Balears.